# 彎齒鯔
彎齒鯔為輻鰭魚綱鯔形目鯔科的其中一種，分布於西大西洋區，從西印度群島至巴西海域，體長可達10公分，棲息在沿岸海域。

## 擴展閱讀
維基物種上的相關：彎齒鯔